# Saint Thomas Lowland
Saint Thomas Lowland é uma paróquia de São Cristóvão e Neves localizada na ilha de Neves. Sua capital é a cidade de Cotton Ground.